# Боль, Карл Генрихович
Карл Генрихович Боль (1 июля 1871 — 25 марта 1959) — российский ветеринар-патологоанатом, доктор ветеринарных наук, профессор, в 1899—1959 годы заведующий кафедрой патологической анатомии Казанского ветеринарного института.

## Биография
Родился 1 июля 1871 года в Санкт-Петербурге.
Среднее и высшее образование получил в Казани, где окончил реальное училище и Казанский ветеринарный институт.
Врачебную деятельность начал в 1895 году в Елабужском уезде Вятской губернии, в том же году возвратился в Казанский ветеринарный институт и начал работать сверхштатным научным сотрудником на кафедре нормальной гистологии, руководимой профессором Гумилевским.
В 1896 году зачислен помощником прозектора на кафедру патологической анатомии.
В 1899 году защитил работу на степень магистра ветеринарных наук «К вопросу о патологоанатомических изменениях спинного мозга при чуме собак».
С 1899 по 1959 год заведующий кафедрой патологической анатомии в 1919—1931 директор Казанского ветеринарного института.
В 1930—1932 годах — заведующий кафедрой патанатомии в Ленинградском ветеринарном институте.
В 1932—1937 директор Казанского научно-исследовательского ветеринарного института (НИВИ).
Арестован 16 ноября 1936 года, обвинён по статьям 58-7, 58-10 ч.1, 58-11 — «участник шпионской вредительской группировки».
Главным военным прокурором СССР 27 апреля 1940 года дело прекращено, обвинение переквалифицировано на ст.111 (халатность).
Умер 25 марта 1959 года в Казани.

## Награды и звания
Приват-доцент (1899), экстраординарный доцент (1905), ординарный профессор (1912), доктор ветеринарных наук (1934).
Заслуженный деятель науки Татарской АССР (1924). Заслуженный деятель науки РСФСР (1930). Награждён орденом Ленина и медалями.

## Труды
Составил учебное пособие «Основы патологической анатомии домашних млекопитающих и птиц» (выдержало пять изданий).
Автор ряд работ по патологии нервной системы, гельминтозным заболеваниям.
Научные работы:
- К вопросу о патологоанатомических изменениях спинного мозга при чуме собак. Казань, 1899; Воспаление // Учёные записки Казан. университета. 1929; Основы патологической анатомии сельскохозяйственных животных. М., 1961.